# CZ 100
CZ 100 je samonabíjecí pistole, výráběná Českou zbrojovkou v Uherském Brodě od roku 1995. Konstruktérem byl zaměstnanec České zbrojovky Ing. Václav Polanský, průmyslový design vytvořil akademický sochař Vojtěch Anderle.
Šlo o první zbraň vyráběnou v Československu s rámem z kvalitního plastu. Je to zbraň s velmi nízkou váhou a vysokou životností. Má plastové tělo a kovový závěr. Na horní straně závěru je záchyt, který umožňuje natáhnout závěr jednou rukou, např. o opasek, o nohu, hranu nábytku, zeď atd.
Zbraň se vyrábí v ráži 9 mm Luger (9x19) a .40 S&W. Zásobník má kapacitu 13 nábojů pro 9 mm Luger, 10 nábojů pro .40 S&W. Varianta .40 S&W je vybavena jednoduchým kompenzátorem. Zbraň je určena hlavně na osobní ochranu a pro služební účely. Vzhledem k tomuto určení je bicí mechanizmus (přímoběžný úderník) ovládán a napínán pouze pomocí spoušťového mechanizmu (DAO – Double Action Only), což má za následek dlouhý chod spouště. Zbraň je vybavena pojistkou úderníku. 

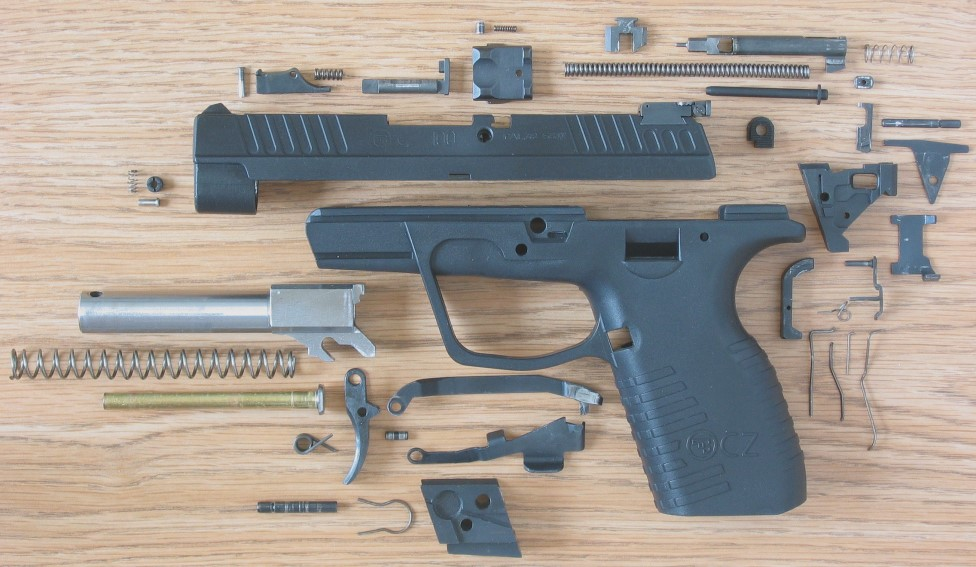
Úplná rozborka CZ-100